# کمیته المپیک آنگولا
کمیته المپیک آنگولا (پرتغالی: Comité Olímpico Angolano) یک سازمان ورزشی است که نماینده کشور آنگولا در کمیته بین‌المللی المپیک می‌باشد.
این سازمان که در سال ۱۹۸۰ تأسیس شده مسئول آماده‌سازی و اعزام ورزشکاران به بازی‌های المپیک، بازی‌های المپیک جوانان و بازی‌های آفریقایی است.